# Свети Атанасий (Катафиги)
Вижте пояснителната страница за други значения на Свети Атанасий.
„Свети Атанасий“ (на гръцки: Ναός Αγίου Αθανασίου Καταφυγίου) е възрожденска православна църква в южномакедонското велвендско село Катафиги, Егейска Македония, Гърция, част от Сервийската и Кожанска епархия.
Построена е в 1762 година от жителите на Катафиги северозападно от селото. Известна е и като Стари Свети Атанасий (Αη—Θανάσης ο Παλιός), за да се различава от по-новата в местността Ливадия. Представлява каменна църква с купол. В 1989 година е сменен покривът. Църквата пострадва от пожар, но е напълно построена от катафигци, живеещи във Велвендо. Резбованите елементи в интериора са дело на катафигеца резбар Георгиос Куцялис.